# Bieliny (Varsovie-ouest)
Pour les articles homonymes, voir Bieliny.
Bieliny [bjɛˈlinɨ] est un village polonais, situé dans la voïvodie de Mazovie dans le centre-est de la Pologne.
Le village a une population de 8 habitants en 2000.